# Clarence Jones (Bassist)
Clarence Solomon Jones (* 27. Dezember 1926 in Los Angeles; † 1963) war ein US-amerikanischer Jazz- und Rhythm-&-Blues-Musiker (Kontrabass).
Jones arbeitete in der Musikszene von Los Angeles ab Mitte der 1940er-Jahre u. a. mit Wynonie Harris, mit dem (und Johnnie Alston & His All Stars) 1946 auch erste Plattenaufnahmen für Apollo entstanden. Dessen Titel „Playful Baby“ gelangte 1946 auf #2 der „Race Records“ Charts. 1952 trat er mit Dexter Gordon und Wardell Gray im Clef Club auf. In den 1950er-Jahren spielte er weiterhin im Hampton Hawes Quartett mit Jack Millman, Art Pepper (The Altoman, 1957) und dem Trompeter Billy Brooks. 1960 trat er mit den Harold Land/Kenny Dorham All Stars in New York auf. In Kalifornien arbeitete er in den 1960er-Jahren noch mit Curtis Amy, Earl Anderza und mit Jimmy Witherspoon (Evenin' Blues, Prestige, 1963). Der Diskograf Tom Lord listet seine Beteiligung an 13 Aufnahmesessions zwischen 1945 und 1963.